# Kalon-Minarett

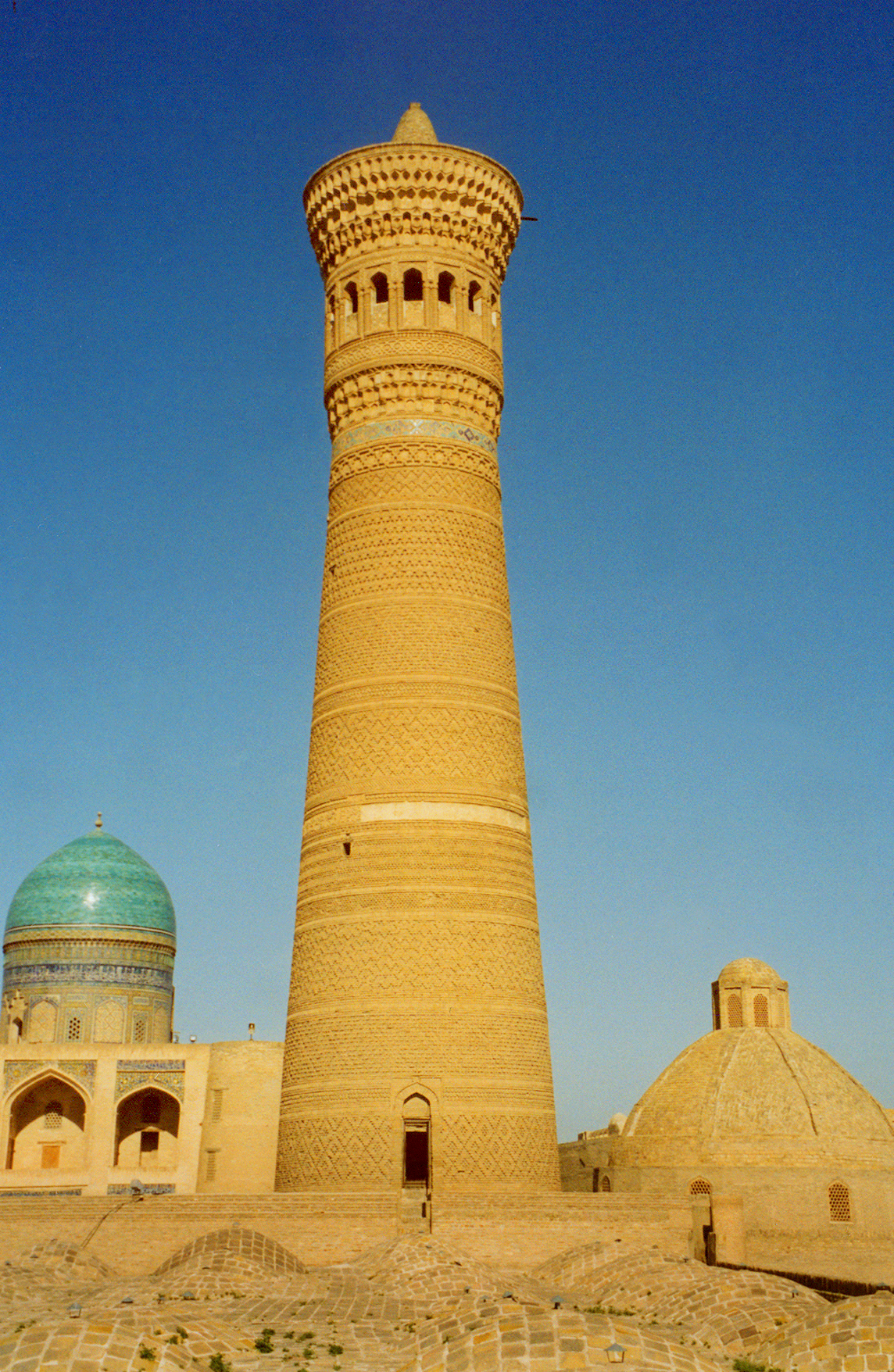
Kalon-Minarett

Das Kalon-Minarett (usbekisch Minorai Kalon, wörtlich „Großes Minarett“) ist ein Minarett in der usbekischen Stadt Buchara. Es gilt als Wahrzeichen der Stadt.

## Lage
Das Minarett steht mitten im historischen Zentrum von Buchara in dem Gebäudeensemble Poi Kalon, das südöstlich der Zitadelle Ark liegt. Es steht in der Südostecke des Platzes zwischen der Kalon-Moschee, mit der es über eine Brücke verbunden ist, und der Mir-Arab-Madrasa. Östlich des Minaretts liegt die Emir-Alim-Khan-Madrasa.

## Geschichte
Das Kalon-Minarett wurde 1127 unter dem Karachaniden Arslan Khan errichtet, der von 1102 bis 1130 als Vasall des Sultans der Seldschuken Teilherrscher in Transoxanien war. Dschingis Khan soll von dem Bauwerk so beeindruckt gewesen sein, dass er es bei der Zerstörung von Buxoro verschonen ließ. Im Zuge der Eroberung Bucharas durch die Bolschewiki 1920 wurde das Minarett durch Warnschüsse leicht beschädigt.
Neben seiner Funktion als Minarett, von dem aus erst ein Muezzin, später auch mehrere, die Muslime zum Gebet rief, erfüllte der Turm noch andere Aufgaben. So diente er einerseits als Wachtturm und war andererseits ein weithin sichtbares Zeichen, das den Karawanen den Weg in die Stadt zeigte. Bis in das frühe 20. Jahrhundert diente er auch als Richtstätte, von dem aus zum Tode Verurteilte in einem Sack eingeschnürt herabgeworfen wurden.

## Beschreibung
Das Minarett ist ein etwa 50 Meter hoher, sich nach oben verjüngender Turm mit einem Basisdurchmesser von mehr als 10 Meter. An seinem oberen Ende verbreitert er sich zu einer Rotunde, die stalaktitenartig verziert ist und eine umlaufende Galerie mit 16 Spitzbogenfenstern enthält. Oberhalb dieser Rotunde sitzt eine kegelförmige Spitze.
Der Turm ist in Ziegelrohbauweise errichtet. Den Turm umlaufende Bänder sind wie beim Samaniden-Mausoleum durch unterschiedliche Anordnungen der Ziegel mit verschiedenen Mustern versehen. In dem unteren Teil läuft ein Schriftband um den Turm herum, und direkt unterhalb der stalaktitenartig verzierten Rotunde verläuft ein Band aus blau-grün glasierten Ziegeln und bildet einen Kontrast zum natürlichen Ocker der gebrannten Ziegel. Es stellt das älteste bekannte Beispiel der Verwendung von Farbe als zusätzlichem Dekorationselement zu der Anordnung der Ziegel dar.
Inschriften an dem Turm nennen das Baujahr 1127, den Stifter Arslan Khan und den Baumeister Usto Bako.

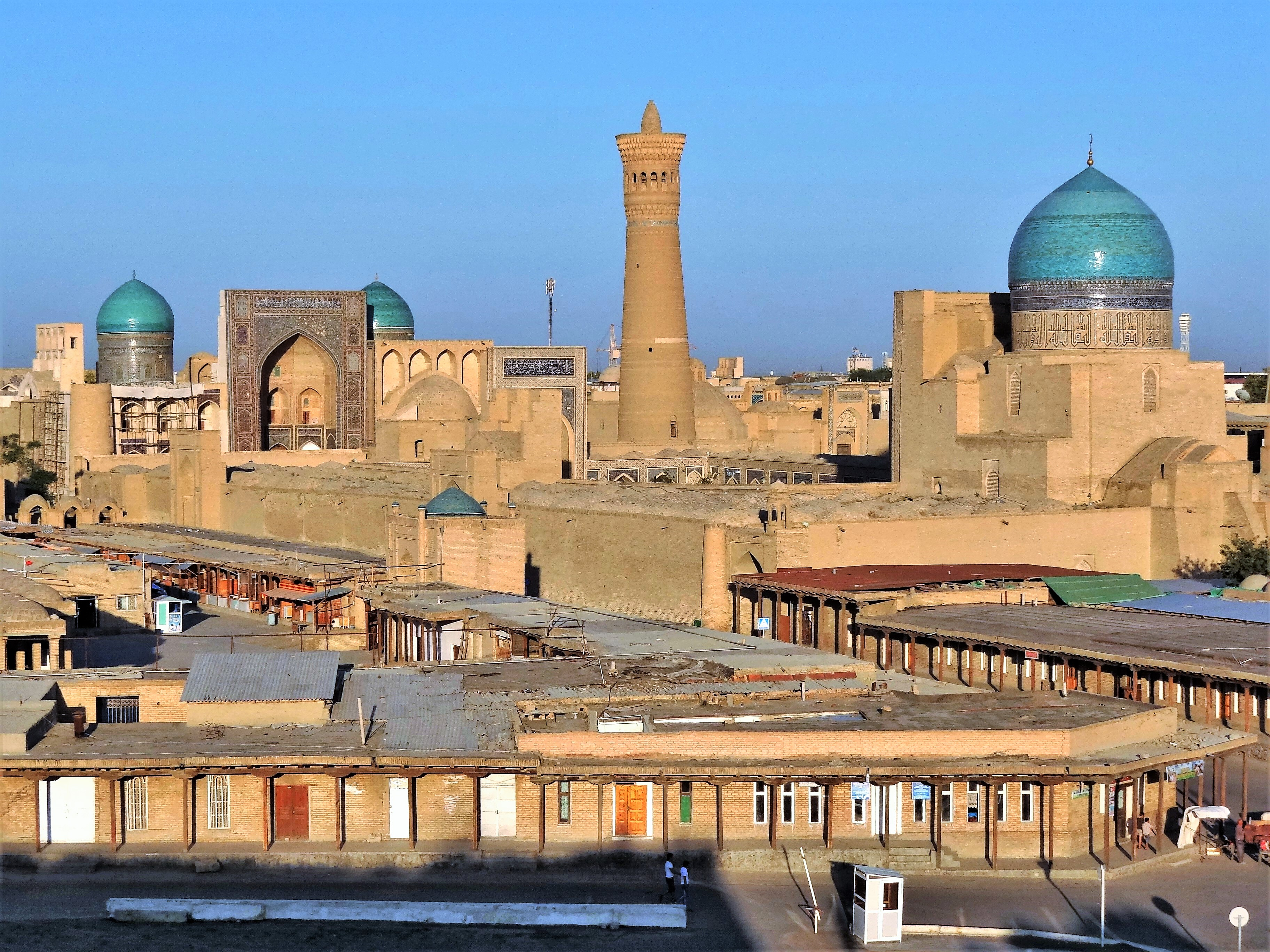
Lage im Stadtbild
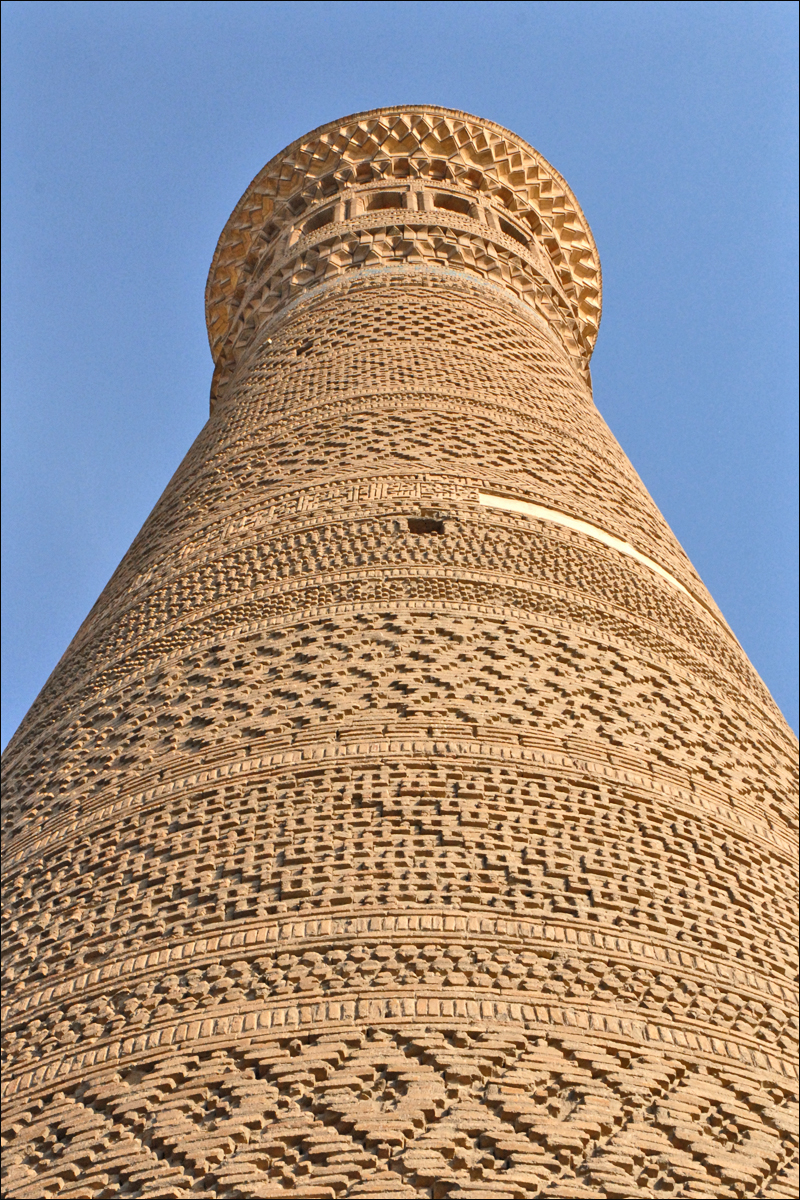
Musterung
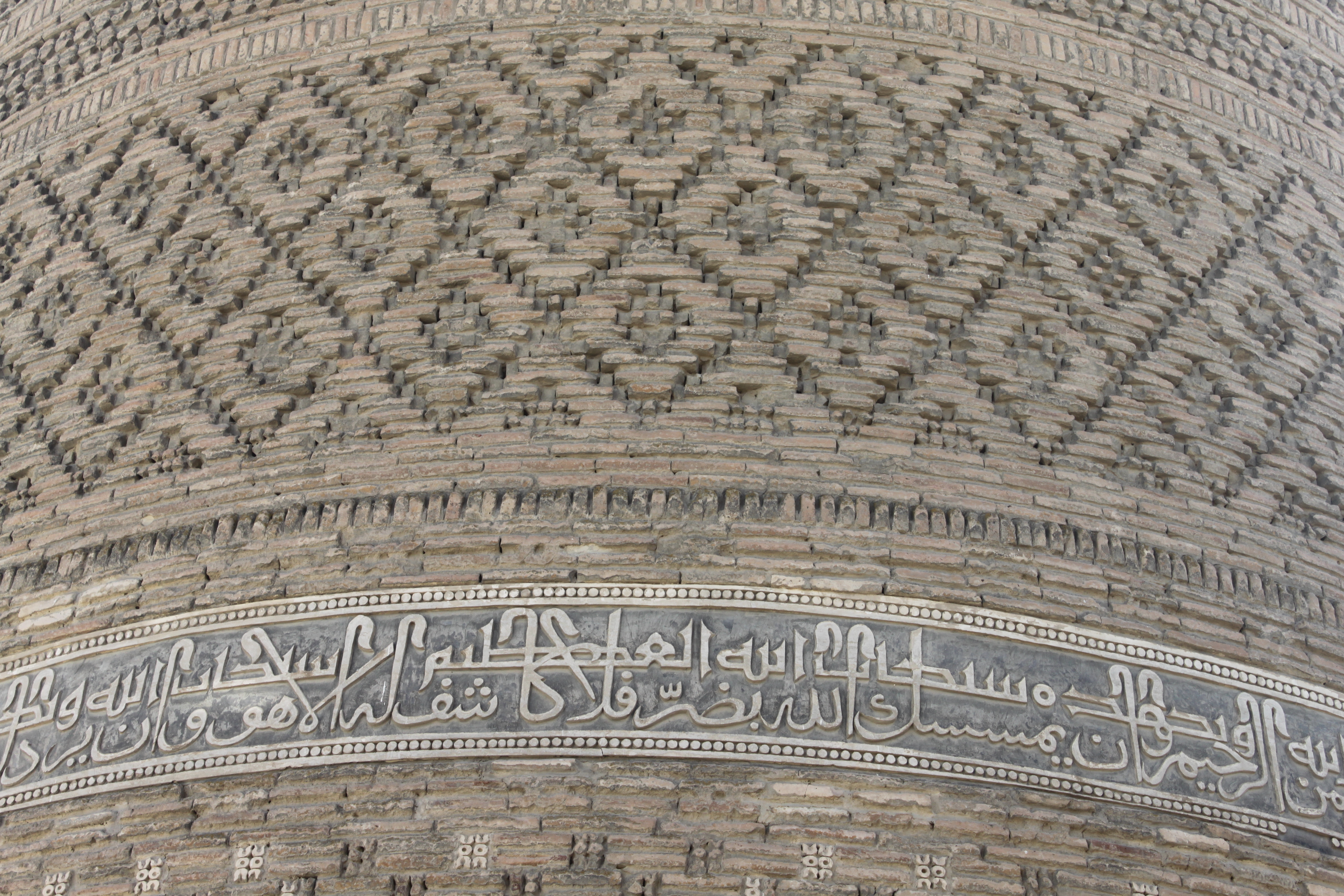
Schriftband
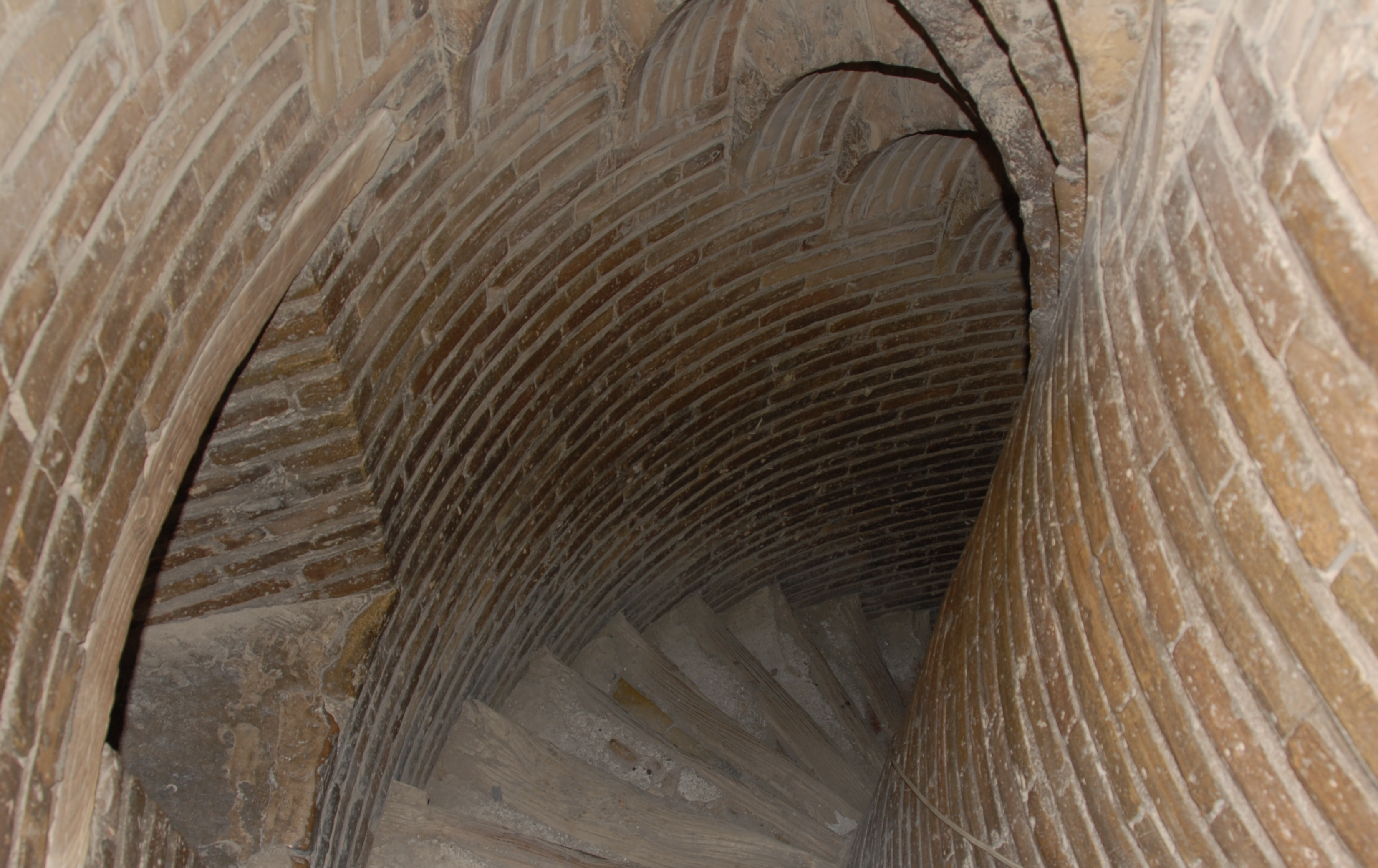
Treppe im Inneren
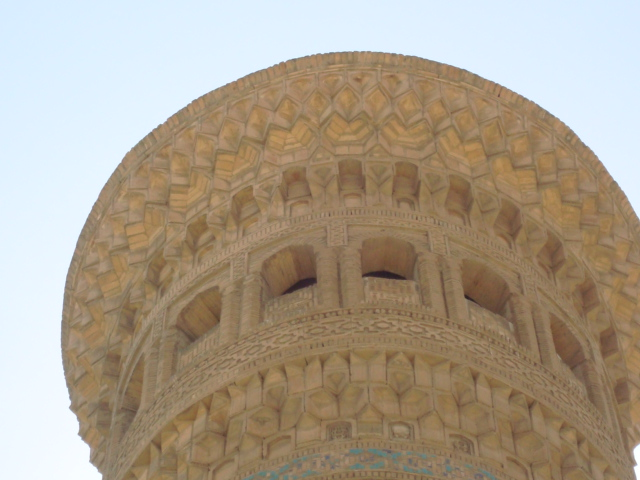
Rotunde